# Pedro Ruiz de Alcaraz
Pedro Ruiz de Alcaraz (Guadalajara, circa 1480) fue uno de los primeros miembros y propaladores de la denominada secta de los alumbrados. Fue contador de Catalina Fernández de Córdoba y Enríquez, marquesa de Priego, y luego en Madrid una breve temporada de Benito Jiménez de Cisneros.

## Biografía
Pedro Ruiz de Alcaraz nació en Guadalajara hacia el año 1480. Era hijo de Juan Ruiz de Alcaraz y de Catalina Ortiz, ambos de aquella población y descendientes de judíos conversos. Su abuelo paterno, Hernán Ruiz de Alcaraz, ejerció allí la profesión de escribano, el materno, García Sánchez de Olea, fue vecino de Hita. Tuvo cuatro hermanos: García Ortiz, aventurero en Italia; Hernando de Alcaraz, criado del duque del Infantado; María de Alcaraz, casada con Diego de Moya, secretario del duque del Infantado; y Catalina Ortiz, viuda de Juan de Rivadeneyra en el año 1524.
Su padre ejercía el oficio de panadero. No estudió notoriamente en facultad alguna, aunque conocía a la perfección los libros sagrados y las obras de mística en uso entonces, como eran las del Pseudo Dionisio Areopagita, de Gersónides, de San Bernardo, algunas de San Buenaventura, la celebérrima atribuida a Tomás de Kempis y otras. Sabía de memoria gran parte de la Biblia y comentaba con agudeza, sofística en ocasiones, los pasajes más obscuros. Los teólogos con quienes hablaba se maravillaban de su cultura y del ingenio con que exponía sus ideas. 
Hacia el año 1508 se casó con Juana Suárez, con quien tuvo dos hijas y ocho hijos, el mayor de los cuales apenas contaba quince años en 1524. Desde 1519 a 1523 residió en Priego de Córdoba, donde fue Contador del Marquesado de Priego, y luego en Madrid, una breve temporada, con Benito Jiménez de Cisneros, de la familia Cisneros, (García Jiménez de Cisneros y Francisco Jiménez de Cisneros). 
De sus viajes de propaganda hay pocas noticias derivadas de su proceso: en 1519 fue a Pastrana interesado de conocer el estado de la naciente «cofradía iluminista» y en 1523 marchó a Valladolid para conferenciar con la sacerdotisa Francisca Hernández.

## Difusión del alumbrismo
Diego López Pacheco, segundo marqués de Villena, se había retirado a su castillo-palacio de Escalona y allí concertó en el año 1523 con Ruíz de Alcaraz, a quien señaló 35000 maravedíes de quitación o sueldo. Ruiz de Alcaraz reunió allí una pequeña comunidad a la que asistía casi toda la servidumbre del marqués. Doctrinaba en casa del licenciado Antonio de Baeza, donde acudían clérigos, como Gutiérrez, capellán del Marqués, así como María de Zúñiga y Ana de Soria, y muchachos como Juan de Valdés, no sin alarma del presbítero Francisco de Acevedo.
La secta de los alumbrados se propagó por la Alcarria, se formaron varias iglesias, especialmente en Cifuentes y Pastrana. De los «iluminados» de esta villa hay muchas noticias en el proceso de María de Cazalla (publicado por Melgares y Marín en sus «Procedimientos de la Inquisición»), de los de Cifuentes hablaron algunos testigos en el proceso de Alcaraz.